# Stade Yacoub-El-Mansour
 (mars 2025).
Le stade Yacoub El Mansour (en arabe : ملعب يعقوب المنصور) est un stade de football situé dans la ville de Témara au Maroc.
C'est l'enceinte de l'Union sportive Témara et de l'Association Sportive El Menzeh.